# Jules Clévenot
Jules Clévenot (París, 20 d'agost de 1876 - París, 11 de setembre de 1933) va ser un nedador i waterpolista francès que va competir a cavall del segle xix i el segle xx.
El 1900 va prendre part en els Jocs Olímpics de París, on va guanyar la medalla de bronze en la competició de waterpolo, tot formant part del Libellule de Paris. En aquests mateixos Jocs disputà tres proves del programa de natació: els 200 metres per equips, on fou quart, els 200 metres lliures, on fou setè, i els 4000 metres lliures, que no finalitzà.